# Валі туду

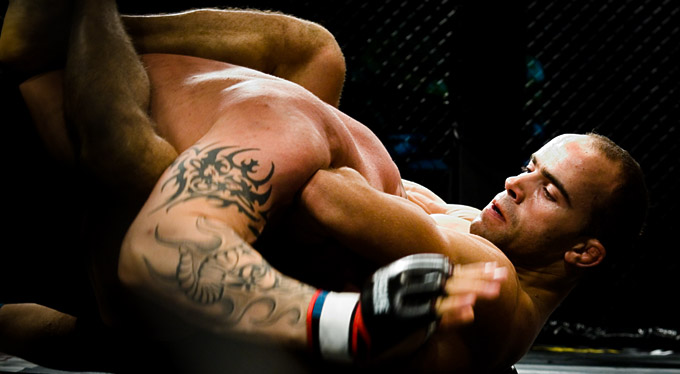
Змагання з валі туду. Підкорення задушливим прийомом.

Валі туду (порт. Vale tudo, [ˈvali ˈtudu], "все дозволено") — традиційний бразильський спорт, належить до змішаних бойових мистецтв. Особливістю змагань із вале тудо є надзвичайно мала кількість обмежень у техніці, засобах і способах проведення бою, через що побутує думка, що вале туду — це "бої без правил".
До участі у змаганнях допускаються бійці із різною фізичною підготовкою. Найпоширенішими бойовими мистецтвами, що застосовуються бійцями вале тудо у змаганнях, є бокс, кікбоксинг, муай тай, капоейра, бразильське джиу-джитсу, різноманітні ударні стилі і техніки, а також техніки боротьби. Бойові мистецтва, застосовувані у валі туду, географічно часто походять із Південної Америки або є локально поширеними в Бразилії.

## Історія і сучасність валі туду
Бої вільного стилю під назвою "валі туду" відомі в Бразилії з кінця 1920-х років. Вони були поширені як видовище серед глядачів, і як прибуткові змагання серед знавців бойових мистецтв. Часто бої з вале тудо проводились на аренах цирків.
В середині XX століття свій вклад у популяризацію цих змагань внесли представники клану Ґрейсі — розробники бразильського джиу-джитсу, популярного нині бойового мистецтва. Але особливої популярності вале тудо набрало в час розквіту змішаних бойових мистецтв: в 1990-х і 2000-х роках.
З 1996 по 2002 роки в Бразилії проводився світовий чемпіонат з вале тудо за версією WVC (англ. World Vale Tudo Championship). Чемпіонат проходив у формі регулярних турнірів, переможець такого турніру отримував звання чемпіона. Чемпіоном 5-го турніру WVC став легендарний український кікбоксер Ігор Вовчанчин, зірка змішаних бойових мистецтв. Вовчанчин також брав в участь у 6-му і 7-му турнірах WVC, але лише в головних боях, де отримував рішучі перемоги. З відомих бійців у змаганнях WVC також брали участь Марк Керр, Гіт Геррінґ, Педру Різзу.
З 1997 по 2003 роки в Бразилії, Венесуелі, Португалії та Югославії проводився міжнародний чемпіонат з вале тудо за версією IVC (англ. International Vale Tudo Championships). Цей чемпіонат відкрив дорогу у великий спорт таким бійцям як Вандерлей Сілва (чемпіон світу за версією PRIDE, чемпіон IFC), Гері Ґудрідж (чемпіон IFC, K-1), Карлос Баретто (чемпіон світу за версією IFC) та інші.
З 2000 по 2005 рік в Бразилії проводився чемпіонат «Mecca World Vale Tudo». Саме з нього почали свою професійну кар'єру видатні бразильські спортсмени, чемпіони світу зі змішаних бойових мистецтв: Андерсон Сілва, брати Мурілу і Маурісіу Руа.
Чимало бразильських бійців, зірок змішаних бойових мистецтв, починали свою кар'єру з валі туду. Особливо талановиті бійці згодом опинялись у престижних чемпіонатах, зокрема в Абсолютному бійцівському чемпіонаті і Бійцівському чемпіонаті PRIDE.
Незважаючи на велику популярність валі туду у світі, цей вид спорту залишається прерогативою спортсменів Південної Америки.